# San Cristóbal de las Casas
San Cristóbal de las Casas, ki je znan tudi po prvotnem majevskem imenu Tzotzil, tudi Jovel (izgovarjaj [xɤ̞ve̞l]), je mesto in občina, ki se nahaja v osrednjem delu višavja v mehiški zvezni državi Chiapas. Do leta 1892 je bilo glavno mesto države in še vedno velja za kulturno prestolnico Chiapasa.
Občina je v glavnem hribovita, vendar mesto leži v majhni dolini, obdani z griči. Središče mesta ohranja svojo špansko kolonialno ureditev in arhitekturo, s strehami iz rdečih ploščic, tlakovanimi ulicami in balkoni iz kovanega železa polnimi rož. Večina gospodarstva mesta temelji na storitveni dejavnosti in turizmu. Turizem temelji na zgodovini mesta, kulturi in avtohtonem prebivalstvu.

## Zgodovina
Mesto je ustanovil leta 1528 Diego de Mazariegos kot Vila Real de Chiapa v dolini imenovani Hueyzacatlán. Od takrat naprej je mesto mnogokrat spremenilo ime: Villa Viciosa leta 1529, Villa de San Cristóbal de los Llanos leta 1531 in Ciudad Real leta 1536. V Ciudad de San Cristóbal se je preimenoval leta 1829, »De las Casas« je bilo dodano leta 1848 v čast Bartolomé de las Casas. Tudi v začetku 20. stoletja je bilo nekaj spremeb, a je leta 1943 ostalo ime San Cristóbal de las Casas. V jezikih ljudstev Tzotzil in Tzeltal velja ime območja Jovel (mesto v oblakih).
Po zmagi nad Zoques, je Diego de Mazariegos ustanovil mesto kot vojaško utrdbo. Mesto, kot še mnogo drugih, je leta 1532 zasedel Pedro de Alvarado. San Cristóbal je dobil svoj grb leta 1535 od Karla V. in bil uradno razglašen za mesto leta 1536. Leta 1577 je dobil status občine, kar mu dalo oblast nad velikim selom Chiapasa severno od mesta. Leta 1786 so se združila ozemlja San Cristobala, Tuxtle in Soconusca. Leta 1821 je mesto dočakalo neodvisnost od Španije in zavojevalcev iz Gvatemale, vendar pa je Chiapas postal del Mehike šele leta 1824, z glavnim mestom v San Cristóbal de las Casas.
Mesto je bilo leta 1974 razglašeno za narodni zgodovinski spomenik.

## Opis
Kot občina z mestno funkcijo pokriva 83 drugih podeželskih skupnostih okoli mesta, ki ležijo na območju 484 km². Najpomembnejše skupnosti so: La Candelaria, San Antonio Del Monte, Mitziton, San José Yashitinin, El Pinar, Buenavista, Pedernal, Corazon de Maria in Zacualpa Ecatepec. Občina meji na občine Chamula, Tenejapa, Huixtán, Teopisca, Totolapa, Chiapilla, San Lucas in Zinacantán.
Predvsem zgodovinski center mesta je ohranil svojo špansko kolonialno postavitev. Pročelja stavb se razlikujejo od baroka do neoklasicizma in mavrskega sloga, pobarvane v različnih barvah. Čeprav je bil politični center Chiapasa preseljen v Tuxtla ob koncu 19. stoletja, je San Cristóbal še vedno kulturni center države. Nekateri ga imenujejo Pueblo magico - čarobna vas. Velik del kulture je povezan z avtohtonim prebivalstvom, ki je večinoma sestavljeno iz ljudstev Tzotzils in Tzeltals. Ti so mojstri obdelave jantarja, kovaštva, keramičarstva in filigranskega nakita. Svoje izdelke prodajajo na znameniti tržnici (tianguis) ob Santo Domingo. Bolj tradicionalna mehiška tržnica je severno od cerkve Santo Tomas. Na tej tržnici prodajajo tudi značilne jedi kot so: saffron tamales, sopa de pan, asado coleto, atole de granillo in pijačo posh iz sladkornega trsa.
San Cristóbal de las Casas ima blago subtropsko visokogorsko podnebje. Hladna suha sezona traja od novembra do aprila s povprečno januarsko temperaturo 12,3 °C, ki pa ponoči precej pade. Zmrzali so redke, pojavljajo le 2-3 dni na leto v decembru do februarja. Visoka vlažnosti ustvarja meglo, ki se pojavlja 13-17 dni na mesec. Deževna sezona traja od maja do oktobra in je toplejša, s povprečjem za junij 17,0 °C, megla je manj pogosta. Povprečna letna količina padavin je 1.084,7 mm, večina je skoncentrirana v deževni sezoni.

## Okolje
Mesto se nahaja v visokogorju. Najpomembnejši hribi v okolici so: Cerro Huitepec, San Jose Bocomtenelté, Cerro San Felipe, Cerro El Extranjero, Cerro Cruz Carreta, El Arcotete in Cerro Tzontehuitz. Podnebje je vlažno, pozimi tudi precej mrzlo.
Naravna vegetacija na območju je gozd borovcev in hrastov, vendar je večina okoliških hribov gola, saj je stopnja krčenja gozdov 80%. Razlogi za to so sekanje za kurjavo, urbani razvoj, slabo upravljanje z viri, požari in kmetijstvo. Krčenje gozdov povzroča težave z erozijo, ki povzroča plazove, ki zajezijo reke in potoke ter tako vplivajo na podzemno napajanje z izviri.
Glavni reki sta Amarillo in Fogótico ter številni pritok, kot so Chamula, Peje de Oro in Ojo de Agua. V bližini sta tudi dve jezeri imenovani Chapultepec in Cochi. Od petindvajset naravnih izvirov sveže vode jih je zaradi krčenja gozdov sedem presahnilo, dvanajst pa jih deluje le v deževni dobi. Vse to so z odlokom leta 1008 zaščitili.
Občina ima tudi dva ekološka rezervata: Cerro Huitepec Private Reserve in Rancho Nuevo Ecological Conservation Zone. Drugo zavarovano območje je gozd El Arcotete, ki se nahaja 15 km severovzhodno od mesta. Tukaj je tudi znamenit naravni most, ki je del starodavne jame.

## Znamenitosti
Plaza 31 de marzo je glavni trg v mestu, bolj pogosto imenovan Zocalo. Trg obdajajo najpomembnejše javne zgradbe in stolnica.
Stolnica je simbol mesta, vendar njena glavna fasada ne gleda na Zocalo. Na tem mestu je bila leta 1528 zgrajena skromna cerkev Marije Vnebovzete. Ko je v 17. stoletju Chiapas postal nadškofija, so to cerkev podrli in zgradili sedanjo, posvečeno svetemu Krištofu, zavetniku mesta. Celotna struktura vsebuje evropski barok, mavrske in avtohtone vplive. Glavna fasada je bila končana leta 1721, zadnje spremembe so bile dodane v 20. stoletju. Glavna fasada je baročno rumene barve z okrasnimi stebri in nišami, v katerih so različni svetniki. Razdeljena je na tri horizontalne in tri vertikalne ravni in spominja na oltar. Okrašena je z zapletenimi dvignjenimi štukaturami predvsem v beli barvi, ki kažejo vpliv Oaxace in Gvatemale. Glavni oltar je posvečen Marijinemu vnebovzetju in svetemu Krištofu. Lesena pozlačena prižnica je iz 16. stoletja. Na zadnji strani stolnice je prizidana cerkev San Nicolás Temple. Zgrajena je bila med letoma 1613 in 1621 v mavrskem slogu, avguštinski menihi so jo uporabljali za avtohtono prebivalstvo.
Mestna hiša imenovana Palacio de Gobierno je klasicistična stavba zgrajena v 19. stoletju, arhitekt Carlos Z. Flores. Obdaja jo vrsta lokov, ki stojijo na toskanskih stebrih.
Dominikanci so cerkev Santo Domingo in samostan začeli graditi leta 1547. Francisco Marroqi, takratni škof v Gvatemali je samostan končal leta 1551. Je ena izmed najbolj bogato okrašenih stavb v Latinski Ameriki, tako zaradi štukatur na glavni fasadi kot pozlačenih oltarnih podob, ki v celoti pokrivajo notranjost cerkve. Kompleks danes gosti dva muzeja. Museo de la historia de la Ciudad zajema zgodovino mesta vse do 19. stoletja. Centro Cultural de los Altos ima zbirko tekstilnih izdelkov tega območja od vsake skupnosti.
Museo Mesoamericano del Jade hrani eksponate iz žada iz različnih obdobij mezoameriških kultur (Olmeki, Teotihuacan, Misteki, Zapoteki, Maji, Tolteki in Azteki). Razstavljena je replika grobnice pokopa Pakala iz Palenqueja.
Museo de las Culturas Populares de Chiapas je namenjen ohranjanju avtohtonih kultur. Tukaj hranijo eksponate iz življenja prebivalcev Chiapasa.
Indijanska tržnica je med najbolj slikovitimi v Mehiki. Domačini iz okolice prodajajo najrazličnejša živila, zelenjavo, meso, začimbe, rože, žive živali in drugo blago, ki se uporablja v vsakdanjem življenu. Izbira je zelo pestra in slikovita za nevajenega turista.

### Cañon del Sumidero
Kanjon Sumidero je na reki Rio Grijalva v bližini kraja Tuxtla Gutierrez. Stene kanjona so visoke do 800 m, bile pa so mnogo višje pred izgradnjo jezu za hidroelektrarno, ki je nivo reke precej dvignil (največja globina vode je 260 m). Zajezena reka ustvarja posebno mikroklimo, ki se ji je prilagodilo rastlinstvo in živalstvo. Po skoraj 35 km dolgem vodotoku vozijo turistični gliserji iz katerih je mogoče občudovati ostenje kanjona, jame in slap, ki ga obrašča mahovje in daje vtis božičnega drevesca. Ob reki živijo razne ptice (čaplje, jastrebi,...), v reki več vrst rib, opazi se tudi kakšen krokodil.

### Vas San Juan Chamula
San Juan Chamula je mestece v hribih, 10 km oddaljeno od San Cristobala. Je glavno gospodarsko in versko središče območja, kjer živijo Tzotzili. So precej samosvoji in ponosni ljudje, s svojimi običaji. Skupnost se je uprla Špancem ob njihovem prihodu leta 1524 in kasneje so uprizorili tudi znameniti upor leta 1869, ko je napadla bližnje kolonialno naselje San Cristobal. Oblačijo se v značilno nošo, kjer prevladuje pri ženskah črno krilo in zelo barvite vezene bluze. Vsa oblačila, ki jih nosijo so ročno izdelana iz domače volne. Ovce so prebivalcem svete in jih obravnavajo kot člana družine. Še vedno se poslužujejo šamanskih obredov, ki jih opravljajo v lokalni krščanski cerkvi. Fotografiranje je strogo prepovedano.